# Villeneuve, Puy-de-Dôme
Villeneuve là một xã ở tỉnh Puy-de-Dôme trong vùng Auvergne-Rhône-Alpes miền trung nước Pháp.